# Coppa dei Balcani 1961
La Coppa dei Balcani per club 1961 è stata la prima edizione della Coppa dei Balcani, la competizione per squadre di club della penisola balcanica e Turchia.
È stata vinta dai romeni del Steagul Roșu Brașov, al loro primo titolo.

## Squadre partecipanti
La rappresentante della Jugoslavia sarebbe dovuta essere la Dinamo Zagabria (2ª classificata nella Prva Liga 1959-1960), ma ha preferito partecipare alla prima edizione della Coppa delle Coppe e non è stata rimpiazzata.
| Squadra             | Stagione precedente |
| ------------------- | ------------------- |
| Partizani Tirana    | 2º in Albania       |
| Levski Sofia        | 2º in Bulgaria      |
| AEK Atene           | 2º in Grecia        |
|                     | Jugoslavia          |
| Steagul Roșu Brașov | 2º in Romania       |
| Fenerbahçe          | 2º in Turchia       |

## Torneo

### Classifica
| Squadra             | Pti | G | V | N | P | GF | GS | QR    |
| ------------------- | --- | - | - | - | - | -- | -- | ----- |
| Steagul Roșu Brașov | 13  | 8 | 5 | 3 | 0 | 18 | 7  | 2,571 |
| Levski Sofia        | 8   | 8 | 3 | 2 | 3 | 16 | 11 | 1,455 |
| Partizani Tirana    | 8   | 8 | 3 | 2 | 3 | 8  | 6  | 1,333 |
| Fenerbahçe          | 8   | 8 | 2 | 4 | 2 | 9  | 11 | 0,818 |
| AEK Atene           | 3   | 8 | 1 | 1 | 6 | 8  | 24 | 0,333 |

|            | Ste | Lev | Par | Fen | AEK |
| ---------- | --- | --- | --- | --- | --- |
| Steagul    |     | 2-2 | 1-0 | 3-0 | 3-0 |
| Levski     | 2-4 |     | 4-0 | 4-0 | 3-0 |
| Partizani  | 0-0 | 2-0 |     | 0-0 | 3-0 |
| Fenerbahçe | 1-1 | 0-0 | 1-0 |     | 5-1 |
| A.E.K.     | 2-4 | 3-1 | 0-3 | 2-2 |     |

### Risultati
L'AEK Atene si è ritirato dalla competizione dopo 4 partite, nelle rimanenti gli è stata assegnata la sconfitta 0-3 a tavolino.
| Istanbul 8 gennaio 1961 | Fenerbahçe | 0 – 0 | Levski Sofia | Stadio Şükrü Saraçoğlu |

| Atene 15 febbraio 1961                                                                                                | AEK Atene | 2 – 4                                                   | Steagul Roșu Brașov | Nea Filadelfeia |
| \| \| \| \| \| Nestoridis 23’ Petridis 81’ \| Marcatori \| 28’ Năftănăilă 35’ Meszaros 50’ Szigeti 62’ (rig.) Nagy \| |           |                                                         |                     |                 |
| |           |                                                         |                     |                 |
| Nestoridis 23’ Petridis 81’                                                                                           | Marcatori | 28’ Năftănăilă 35’ Meszaros 50’ Szigeti 62’ (rig.) Nagy |                     |                 |

| Brașov 9 marzo 1961                         | Steagul Roșu Brașov | 1 – 0 | Partizani Tirana | Stadionul Tractorul (18 000 spett.) |
| \| \| \| \| \| Haşoti 5’ \| Marcatori \| \| |                     |       |                  |                                     |
|                                             |                     |       |                  |                                     |
| Haşoti 5’                                   | Marcatori           |       |                  |                                     |

| Atene 29 marzo 1961                                                                       | AEK Atene | 2 – 2                | Fenerbahçe | Nea Filadelfeia |
| \| \| \| \| \| Nestoridis 37’ (rig.) Petridis 40’ \| Marcatori \| 13’ Aytaç 65’ Gündüz \| |           |                      |            |                 |
|                                                                                           |           |                      |            |                 |
| Nestoridis 37’ (rig.) Petridis 40’                                                        | Marcatori | 13’ Aytaç 65’ Gündüz |            |                 |

| Tirana 29 marzo 1961 | Partizani Tirana | 2 – 0 | Levski Sofia | Stadiumi Dinamo |

| Sofia 12 aprile 1961                                                                            | Levski Sofia | 4 – 0 | Fenerbahçe | Stadio Gerena |
| \| \| \| \| \| Peev 19’ Dirimlili 24’ (aut.) Iordanov 51’, rig.’ Abadjev 70’ \| Marcatori \| \| |              |       |            |               |
|                                                                                                 |              |       |            |               |
| Peev 19’ Dirimlili 24’ (aut.) Iordanov 51’, rig.’ Abadjev 70’                                   | Marcatori    |       |            |               |

| Ankara 21 aprile 1961                                  | Fenerbahçe | 1 – 1     | Steagul Roșu Brașov | Stadio del 19 maggio di Ankara (65 000 spett.) |
| \| \| \| \| \| Gündüz 44’ \| Marcatori \| 51’ David \| |            |           |                     |                                                |
|                                                        |            |           |                     |                                                |
| Gündüz 44’                                             | Marcatori  | 51’ David |                     |                                                |

| Istanbul 26 aprile 1961                                                                                | Fenerbahçe | 5 – 1           | AEK Atene | Stadio Şükrü Saraçoğlu |
| \| \| \| \| \| Küçükandonyadis 3’, 26’ Gündüz 17’ Bartu 21’ Has 41’ \| Marcatori \| 49’ Tsakouridis \| |            |                 |           |                        |
| |            |                 |           |                        |
| Küçükandonyadis 3’, 26’ Gündüz 17’ Bartu 21’ Has 41’                                                   | Marcatori  | 49’ Tsakouridis |           |                        |

| Atene 17 maggio 1961 | AEK Atene | 3 – 1 | Levski Sofia | Nea Filadelfeia |

| Istanbul 20 agosto 1961                     | Fenerbahçe | 1 – 0 | Partizani Tirana | Stadio Şükrü Saraçoğlu |
| \| \| \| \| \| Doğan 13’ \| Marcatori \| \| |            |       |                  |                        |
|                                             |            |       |                  |                        |
| Doğan 13’                                   | Marcatori  |       |                  |                        |

| Brașov 28 settembre 1961 | Steagul Roșu Brașov | 2 – 2 | Levski Sofia | Stadionul Tineretului |

| Tirana 30 settembre 1961 | Partizani Tirana | 0 – 0 | Fenerbahçe | Stadiumi Dinamo |

| Sofia 12 ottobre 1961 | Levski Sofia | 4 – 0 | Partizani Tirana | Stadio Gerena |

| Brașov 22 ottobre 1961                                      | Steagul Roșu Brașov | 3 – 0 | Fenerbahçe | Stadionul Tineretului |
| \| \| \| \| \| Nagy 8’ Meszaros 11’, 37’ \| Marcatori \| \| |                     |       |            |                       |
|                                                             |                     |       |            |                       |
| Nagy 8’ Meszaros 11’, 37’                                   | Marcatori           |       |            |                       |

| Tirana 5 novembre 1961 | Partizani Tirana | 0 – 0 | Steagul Roșu Brașov | Stadiumi Dinamo |

| Sofia 15 novembre 1961                                    | Levski Sofia | 2 – 4          | Steagul Roșu Brașov | Stadio Gerena |
| \| \| \| \| \| Szeredai \| Marcatori \| Meszaros David \| |              |                |                     |               |
|                                                           |              |                |                     |               |
| Szeredai                                                  | Marcatori    | Meszaros David |                     |               |